# Châtillon-sur-Chalaronne
Châtillon-sur-Chalaronne (vroeger: Châtillon-les-Dombes) is een plaats en gemeente in het Franse departement Ain. De gemeente telde 5.154 inwoners op 1 januari 2022.

## Geografie
De oppervlakte van Châtillon-sur-Chalaronne bedroeg op 1 januari 2022 17,98 vierkante kilometer; de bevolkingsdichtheid was toen 286,7 inwoners per km². Châtillon ligt aan de Chalaronne, in het gebied Dombes, dat bekend is vanwege zijn vele meren. Het ligt ongeveer 25 km ten zuidoosten van Mâcon en ongeveer 25 km ten zuidwesten van Bourg-en-Bresse.
De onderstaande kaart toont de ligging van Châtillon-sur-Chalaronne met de belangrijkste infrastructuur en aangrenzende gemeenten.

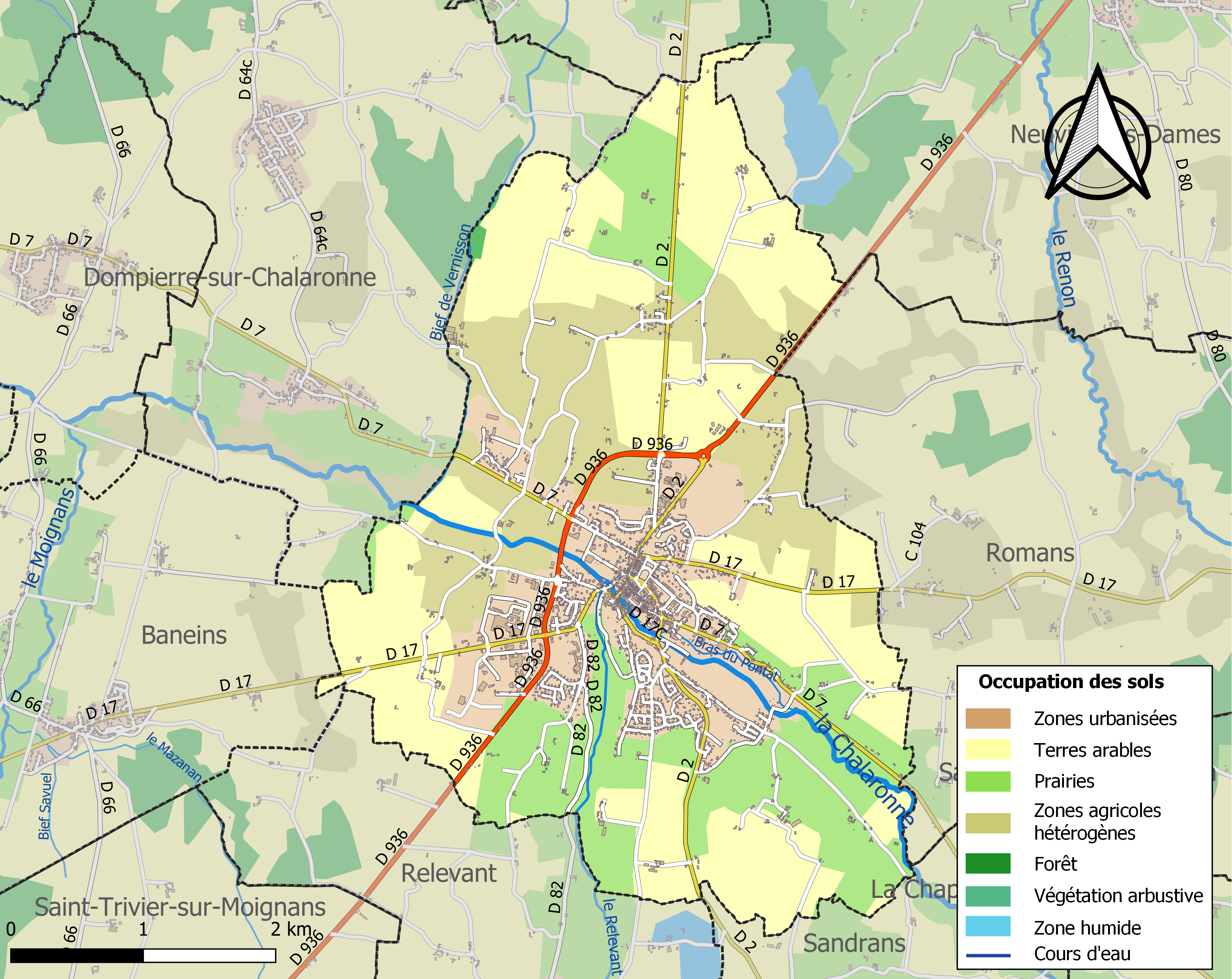

## Demografie
Onderstaande figuur toont het verloop van het inwoneraantal van Chanoz-Châtenay vanaf 1962. De cijfers zijn afkomstig van het Frans bureau voor statistiek en bevatten geen dubbel getelde personen (volgens de gehanteerde definitie population sans doubles comptes).
Vanwege een beveiligingsprobleem met de MediaWiki Graph-software is het momenteel niet mogelijk deze grafiek weer te geven. Zodra de software is bijgewerkt zal de grafiek vanzelf weer zichtbaar worden.

## Geschiedenis

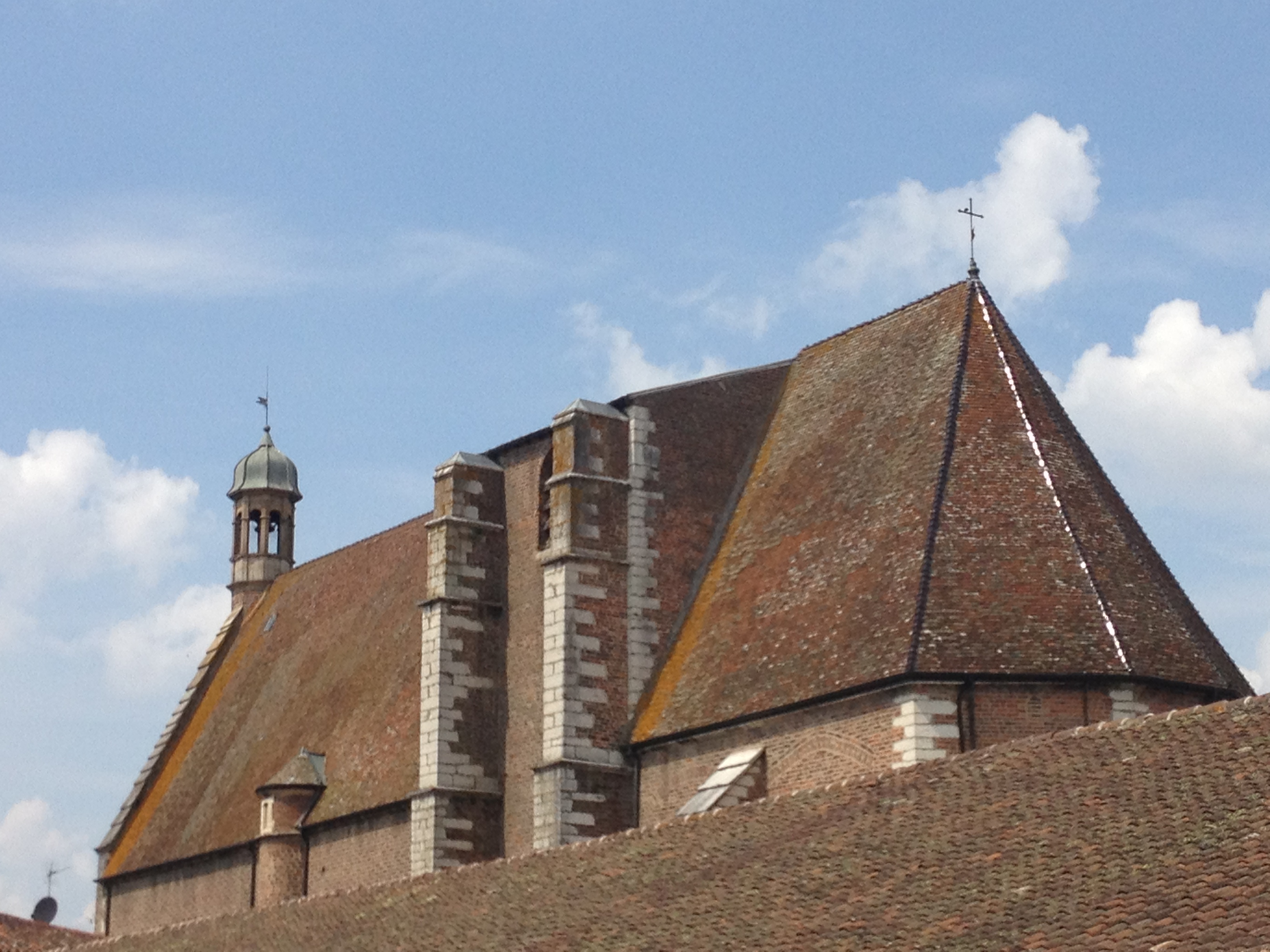
De vieringtoren van de kerk werd afgebroken in 1794

Het kasteel werd voor het eerst vermeld in 1049 maar was waarschijnlijk ouder. Het was een mottekasteel op een strategische ligging boven de Chalaronne. Aan het einde van de 11e eeuw kwam het kasteel in handen van het huis l’Enchaîné. In 1101 droeg Robert l’Enchaîné bij zijn vertrek op kruistocht het kasteel over aan Guichard III van Beaujeu. In 1228 droeg Humbert V van Beaujeu het kasteel over aan Renaud de Bagé als bruidsschat bij het huwelijk van zijn zuster Sybille. Zo kwam Châtillon in het bezit van de machtige familie de Bagé, die ook Bourg-en-Bresse in haar bezit had en viel het niet onder de prinsen van Dombes. In 1272 kwam de heerlijkheid door huwelijk onder het graafschap Savoie. In de loop van de 13e eeuw ontstond de plaats Châtillon onder de muren van het kasteel, dat in de 14e en 15e eeuw een van de machtigste van Bresse was.
In 1595 brak een oorlog uit tussen Savoie en Frankrijk. Het kasteel van Châtillon werd in 1598 grotendeels verwoest. In 1601 werd Châtillon samen met Bresse overgedragen van Savoie naar Frankrijk. In 1670 werd de stad getroffen door een grote brand, die een honderdtal woningen, de markthal en een deel van de kerk verwoestte.
Na de Franse Revolutie werden de kerken en de kloosters aangeslagen. Het ursulinenklooster werd gebruikt als gevangenis. In 1794 werd de klokkentoren van de kerk Saint-André-et-Saint-Vincent-de-Paul afgebroken en de kerk zelf deed dienst als voorraadschuur. Drie jaar later werd de kerk terug opengesteld voor de eredienst. In de 19e eeuw werd een moeras drooggelegd waar het Champ de Foire werd aangelegd. In 1890 opende het treinstation.
De Trente Glorieuses (1945-1975) zorgden voor een economische opleving, ook in Châtillon. In 1997 werd het treinstation gesloten.

## Bezienswaardigheden
Het kasteel van Châtillon dateert oorspronkelijk van rond het jaar 1000. In 1598 werd het gebouw grotendeels verwoest.
In het centrum van de plaats ligt een houten markthal met een lengte van 80 m. Deze werd in 1670 gebouwd, nadat een eerdere hal uit 1440 was afgebrand. Naast de markthal staat de bakstenen kerk Saint-André-et-Saint-Vincent-de-Paul, een deels 15e-eeuws gebouw. Aan het marktplein en in de straten eromheen staat nog een aantal oude vakwerkhuizen.
Châtillon-sur-Chalaronne is bekend vanwege zijn bloemenversieringen, waarvoor het diverse nationale prijzen heeft gekregen.

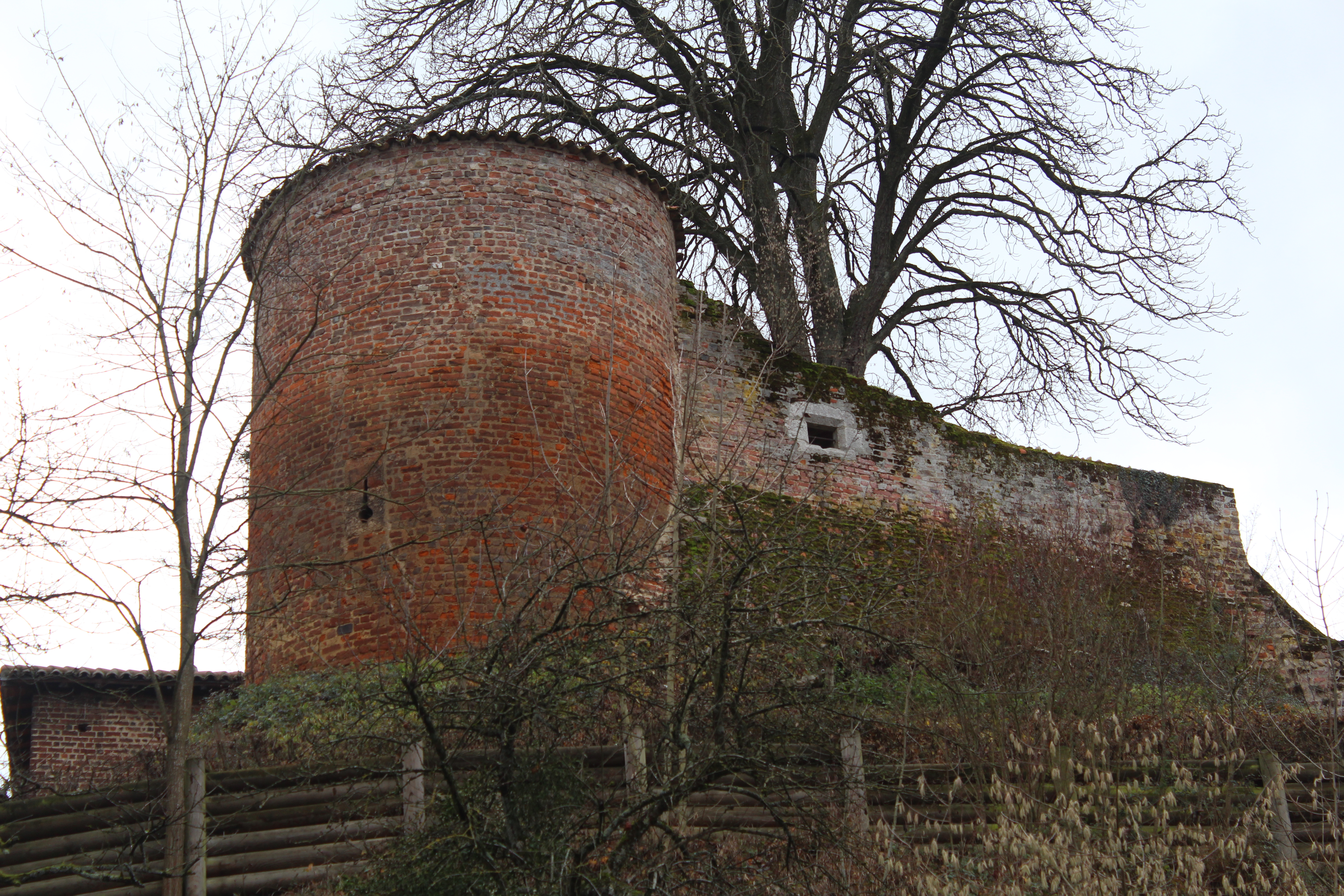
Kasteelruïne
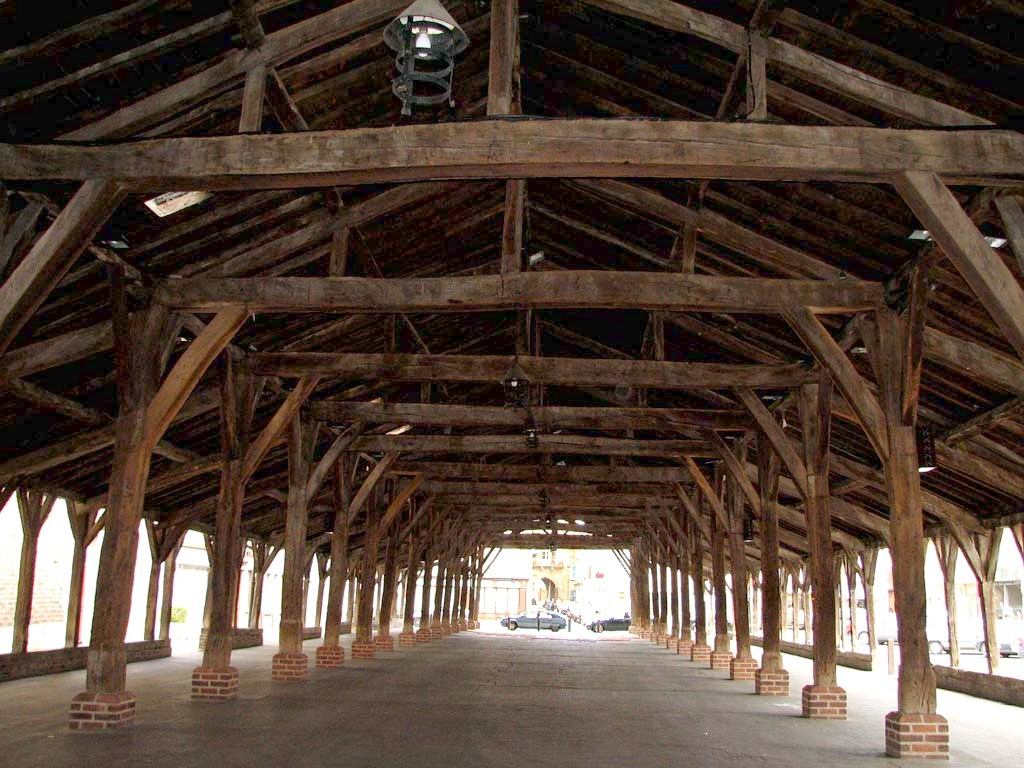
Interieur van de markthal
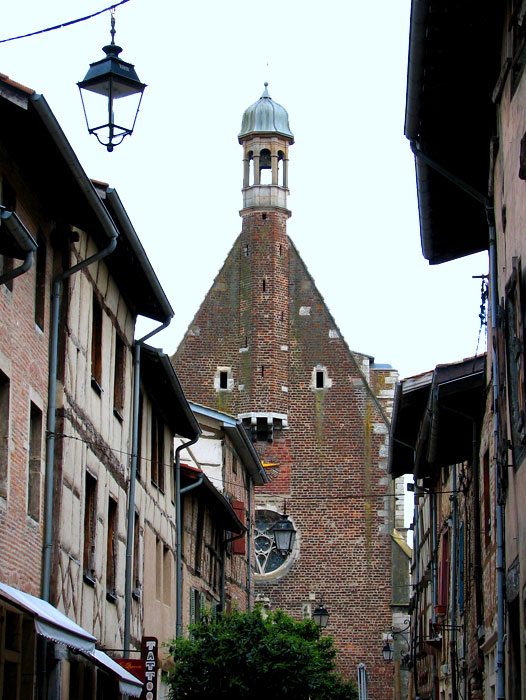
Kerk Saint-André-et-Saint-Vincent-de-Paul
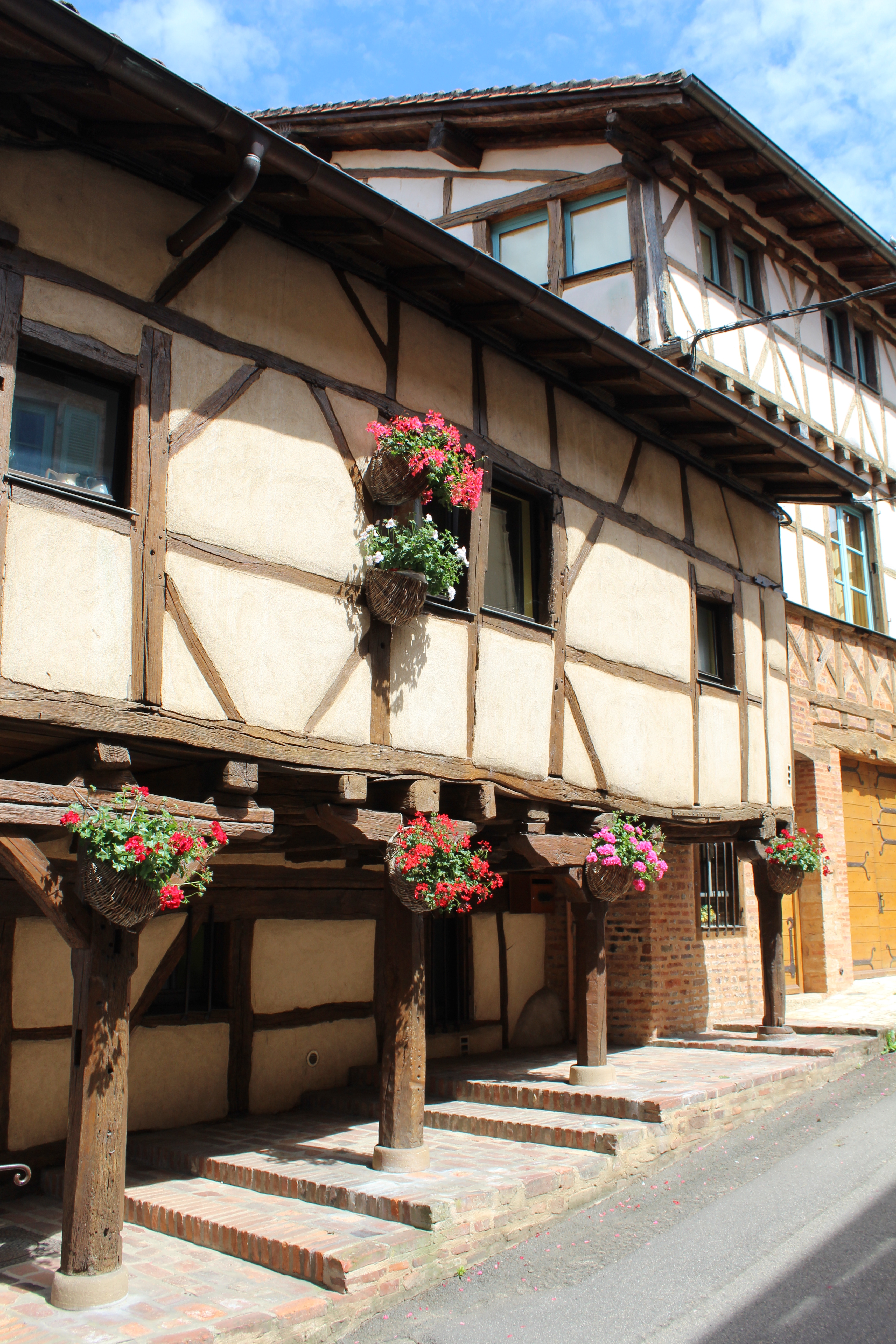
Grenier à sel (opslagplaats voor de zoutbelasting)
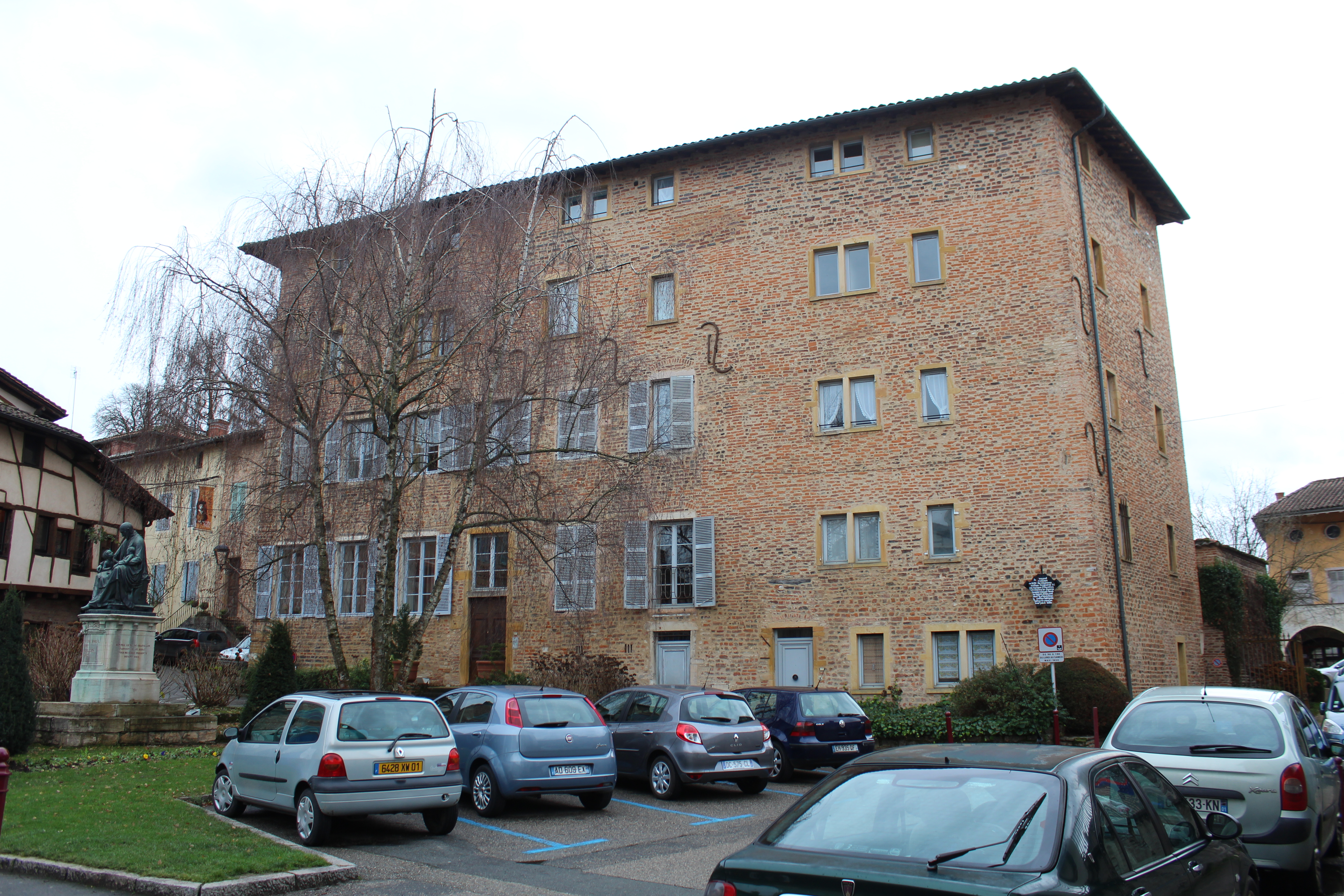
Voormalig ursulinenklooster
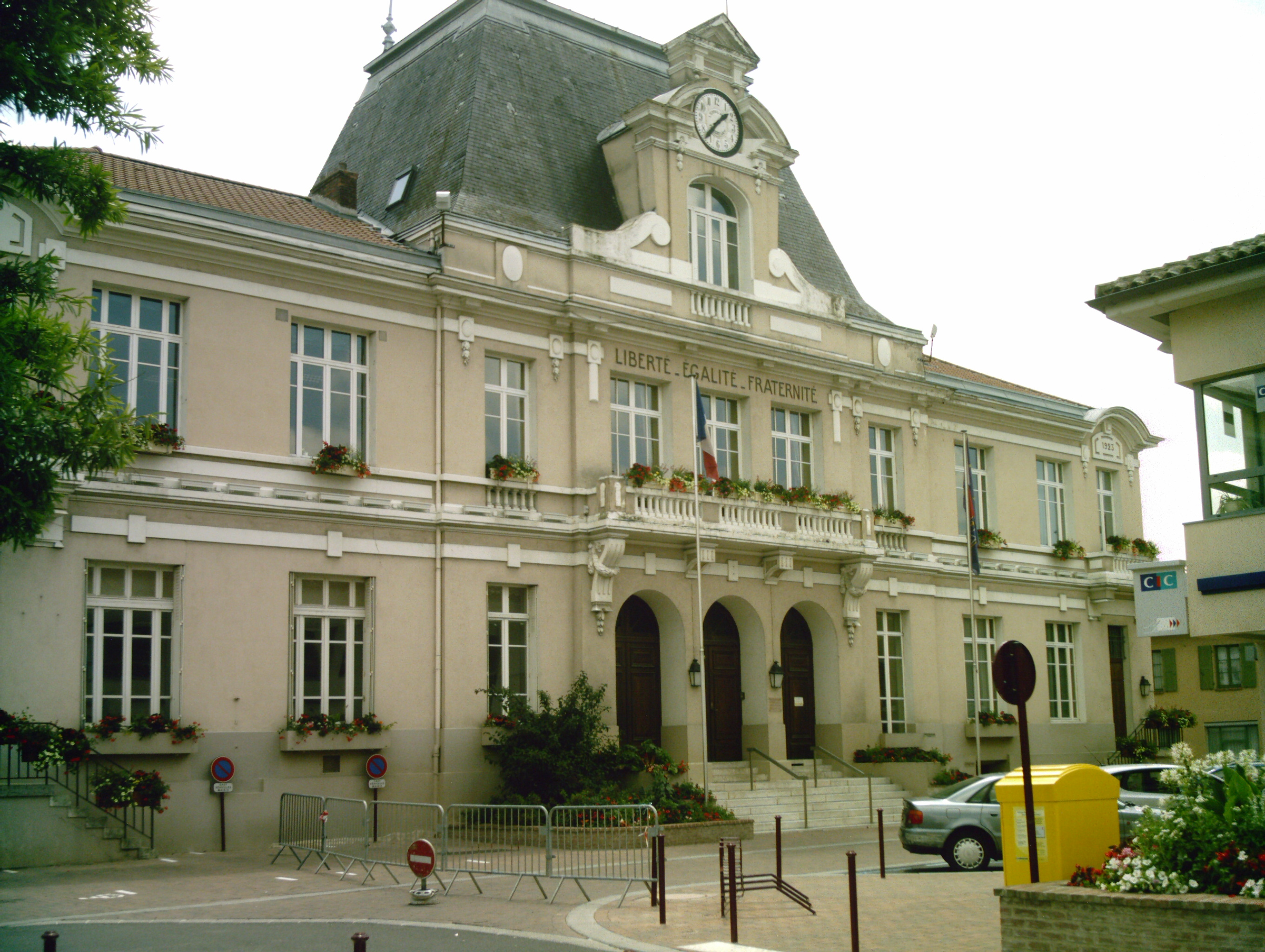
Gemeentehuis
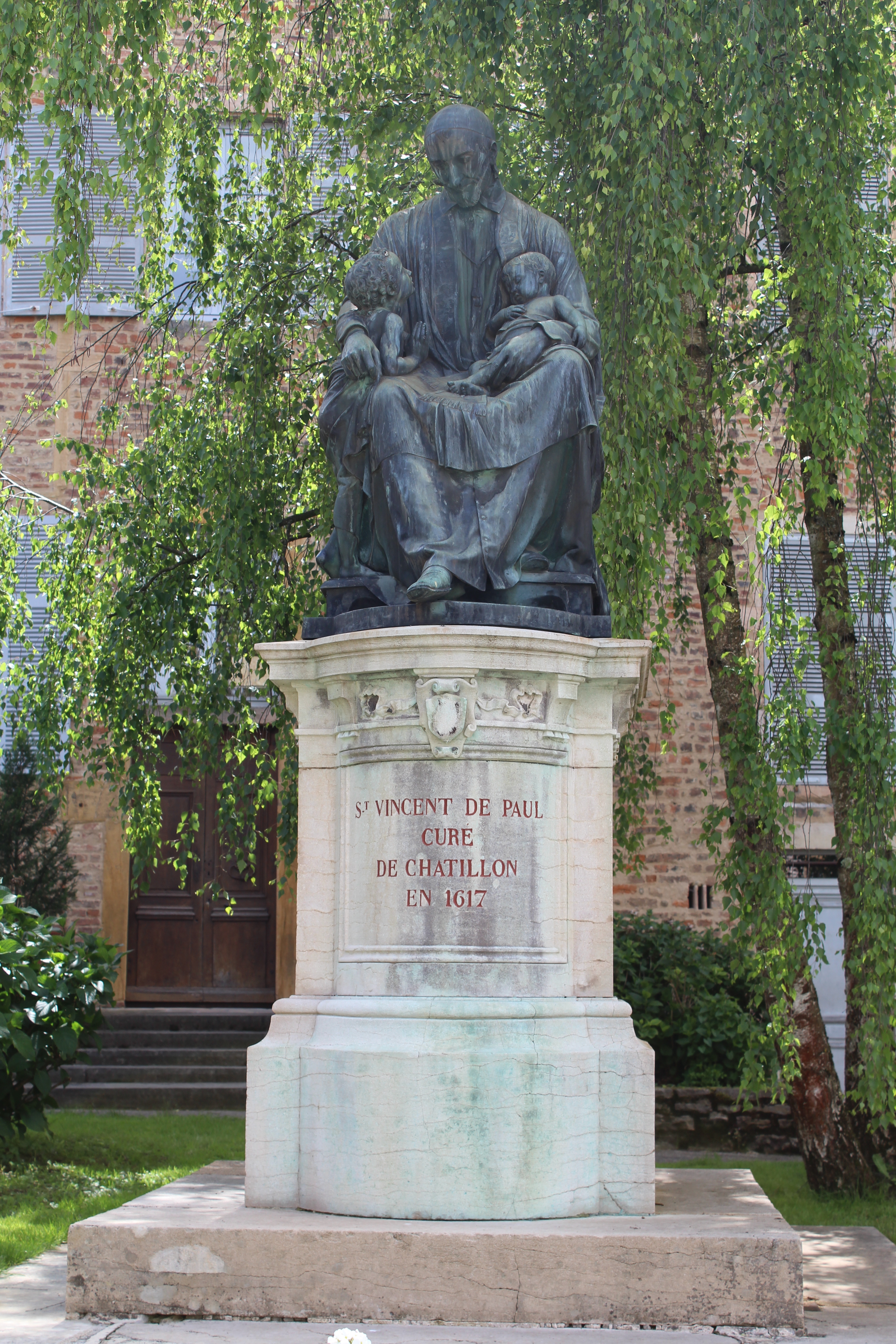
Standbeeld van Vincentius a Paulo

## Sport
Châtillon-sur-Chalaronne was één keer etappeplaats in wielerkoers Ronde van Frankrijk. Op 14 juli 2023 startte er de door de Pool Michał Kwiatkowski gewonnen etappe naar de Col du Grand Colombier.

## Bekende inwoners
- Stefan van Châtillon (ca. 1155-1208), bisschop van Die en heilige
- Vincentius a Paulo (1581-1660) was pastoor van Châtillon. Hij stichtte er een vrouwenvereniging die zich bezighield met de zorg voor armen en zieken. Het huis waar hij verbleef is te bezoeken.
- Philibert Commerson (1727-1773), botanicus, werd geboren in Châtillon.